# Nebula-díjas kisregények
A Nebula-díjas és a díjra jelölt kisregények listája.
| Év   | Győztes                                                                                 | Jelöltek |
| ---- | --------------------------------------------------------------------------------------- | --- |
| 2012 | After the Fall, Before the Fall, During the Fall, írta: Nancy Kres                      | - On a Red Station, Drifting, írta: Aliette de Bodard - The Stars Do Not Lie, írta: Jay Lake - All the Flavors, írta: Ken Liu - Katabasis, Robert Reed - Barry's Tale, írta: Lawrence M. Schoen                                                                                      |
| 2011 | The Man Who Bridged the Mist írta: Kij Johnson                                          | - Kiss Me Twice írta: Mary Robinette Kowal - Silently and Very Fast írta: Catherynne M. Valente - The Ice Owl írta: Carolyn Ives Gilman - The Man Who Ended History: A Documentary írta: Ken Liu - With Unclean Hands írta: Adam-Troy Castro                                         |
| 2010 | The Lady Who Plucked Red Flowers beneath the Queen's Window írta: Rachel Swirsky        | - The Alchemist írta: Paolo Bacigalupi - Iron Shoes írta: J. Kathleen Cheney - The Lifecycle of Software Objects írta: Ted Chiang - The Sultan of the Clouds írta: Geoffrey A. Landis - Ghosts Doing the Orange Dance írta: Paul Park                                                |
| 2009 | The Women of Nell Gwynne's írta: Kage Baker                                             | - Arkfall írta: Carolyn Ives Gilman - Act One írta: Nancy Kress - Shambling Towards Hiroshima írta: James Morrow - Sublimation Angels írta: Jason Sanford - The God Engines írta: John Scalzi                                                                                        |
| 2008 | The Spacetime Pool írta: Catherine Asaro                                                | - Dark Heaven írta: Gregory Benford - Dangerous Space írta: Kelley Eskridge - The Political Prisoner írta: Charles Coleman Finlay - The Duke in His Castle írta: Vera Nazarian |
| 2007 | Fountain of Age írta: Nancy Kress                                                       | - Awakening írta: Judith Berman - The Helper and His Hero írta: Matt Hughes - Stars Seen Through Stone (Kövön átszüremlő csillagok) írta: Lucius Shepard - Kiosk írta: Bruce Sterling - Memorare írta: Gene Wolfe                                                                    |
| 2006 | Burn írta: James Patrick Kelly                                                          | - Sanctuary írta: Michael A. Burstein - The Walls of the Universe írta: Paul Melko - Inclination írta: William Shunn |
| 2005 | Magic for Beginners írta: Kelly Link                                                    | - Clay's Pride írta: Bud Sparhawk - Identity Theft írta: Robert J. Sawyer - Left of the Dial írta: Paul Witcover - The Tribes of Bela írta: Albert E. Cowdrey |
| 2004 | The Green Leopard Plague (A Zöld Leopárd-pestis) írta: Walter Jon Williams              | - Walk in Silence írta: Catherine Asaro - The Tangled Strings of the Marionettes írta: Adam-Troy Castro - The Cookie Monster (Sütiszörny) írta: Vernor Vinge - Just Like the Ones We Used to Know írta: Connie Willis                                                                |
| 2003 | Coraline (Coraline) írta: Neil Gaiman                                                   | - The Potter of Bones írta: Eleanor Arnason - The Empress of Mars írta: Kage Baker - Stories for Men írta: John Kessel - Breathmoss írta: Ian R. MacLeod |
| 2002 | Bronte's Egg írta: Richard Chwedyk                                                      | - Sunday Night Yams at Minnie and Earl's írta: Adam-Troy Castro - The Chief Designer írta: Andy Duncan - The Political Officer írta: Charles Coleman Finlay - Magic's Price írta: Bud Sparhawk                                                                                       |
| 2001 | The Ultimate Earth írta: Jack Williamson                                                | - A Roll of the Dice írta: Catherine Asaro - May Be Some Time írta: Brenda W. Clough - The Diamond Pit írta: Jack Dann - Radiant Green Star írta: Lucius Shepard |
| 2000 | Goddesses írta: Linda Nagata                                                            | - Fortitude írta: Andy Duncan - Ninety Percent of Everything írta: Jonathan Lethem, James Patrick Kelly és John Kessel - Hunting the Snark írta: Mike Resnick - Crocodile Rock írta: Lucius Shepard - Argonautica írta: Walter Jon Williams                                          |
| 1999 | Story of Your Life írta: Ted Chiang                                                     | - Reality Check írta: Michael A. Burstein - The Astronaut from Wyoming írta: Adam-Troy Castro és Jerry Oltion - Living Trust írta: L. Timmel Duchamp - The Executioners' Guild írta: Andy Duncan - The Wedding Album írta: David Marusek                                             |
| 1998 | Reading the Bones írta: Sheila Finch                                                    | - Aurora in Four Voices írta: Catherine Asaro - The Boss in the Wall, A Treatise on the House Devil írta: Avram Davidson és Grania Davis - Izzy and the Father of Terror írta: Eliot Fintushel - Jumping Off the Planet írta: David Gerrold - Ecopoiesis írta: Geoffrey A. Landis    |
| 1997 | Abandon in Place írta: Jerry Oltion                                                     | - The Funeral March of the Marionettes írta: Adam-Troy Castro - Loose Ends írta: Paul Levinson - Chrysalis írta: Robert Reed - Primrose and Thorn írta: Bud Sparhawk - …Where Angels Fear to Tread írta: Allen Steele                                                                |
| 1996 | Da Vinci Rising írta: Jack Dann                                                         | - A Woman's Liberation írta: Ursula K. Le Guin - Blood of the Dragon írta: George R. R. Martin - Time Travelers Never Die írta: Jack McDevitt - The Cost to Be Wise írta: Maureen F. McHugh - The Death of Captain Future írta: Allen Steele                                         |
| 1995 | Last Summer at Mars Hill írta: Elizabeth Hand                                           | - Soon Comes Night írta: Gregory Benford - Yaguara írta: Nicola Griffith - Bibi írta: Mike Resnick és Susan Shwartz - Mortimer Gray's History of Death írta: Brian Stableford |
| 1994 | Seven Views of Olduvai Gorge írta: Mike Resnick                                         | - Mefisto In Onyx írta: Harlan Ellison - Haunted Humans írta: Nina Kiriki Hoffman - Forgiveness Day írta: Ursula K. Le Guin - Fan írta: Geoff Ryman - Cold Iron írta: Michael Swanwick                                                                                               |
| 1993 | The Night We Buried Road Dog írta: Jack Cady                                            | - The Beauty Addict írta: Ray Aldridge - Dancing on Air írta: Nancy Kress - Into the Miranda Rift írta: G. David Nordley - Naming the Flowers írta: Kate Wilhelm - Wall, Stone, Craft írta: Walter Jon Williams                                                                      |
| 1992 | City of Truth (Az igazmondók városa) írta: James Morrow                                 | - Silver or Gold írta: Emma Bull - The Territory írta: Bradley Denton - Contact írta: Jerry Oltion és Lee Goodloe - Protection írta: Maureen F. McHugh - Barnacle Bill the Spacer írta: Lucius Shepard - Griffin's Egg írta: Michael Swanwick                                        |
| 1991 | Beggars in Spain írta: Nancy Kress                                                      | - Man Opening a Door írta: Paul Ash - Apartheid, Superstrings, and Mordecai Thubana írta: Michael Bishop - Bully! írta: Mike Resnick - The Gallery of His Dreams írta: Kristine Kathryn Rusch - Jack írta: Connie Willis                                                             |
| 1990 | The Hemingway Hoax írta: Joe Haldeman                                                   | - Weatherman írta: Lois McMaster Bujold - Fool to Believe (Beépített ember) írta: Pat Cadigan - Mr. Boy írta: James Patrick Kelly - Bones Írta: Pat Murphy |
| 1989 | The Mountains of Mourning írta: Lois McMaster Bujold                                    | - Great Work of Time írta: John Crowley - Marîd Changes His Mind írta: George Alec Effinger - A Touch of Lavender írta: Megan Lindholm - Tiny Tango írta: Judith Moffett - A Dozen Tough Jobs írta: Howard Waldrop                                                                   |
| 1988 | The Last of the Winnebagos írta: Connie Willis                                          | - The Calvin Coolidge Home for Dead Comedians írta: Bradley Denton - The Scalehunter's Beautiful Daughter írta: Lucius Shepard - Journals of the Plague Years írta: Norman Spinrad - Surfacing írta: Walter Jon Williams - The Devil's Arithmetic írta: Jane Yolen                   |
| 1987 | The Blind Geometer írta: Kim Stanley Robinson                                           | - Fugue State írta: John M. Ford - The Tiger Sweater írta: Keith Roberts - The Unconquered Country írta: Geoff Ryman - The Secret Sharer írta: Robert Silverberg - Witness írta: Walter Jon Williams                                                                                 |
| 1986 | R&R írta: Lucius Shepard                                                                | - Newton Sleep írta: Gregory Benford - Escape from Kathmandu írta: Kim Stanley Robinson - Gilgamesh in the Outback (Gilgames az elhagyott vidéken) írta: Robert Silverberg - Dydeetown Girl írta: F. Paul Wilson                                                                     |
| 1985 | Sailing to Byzantium írta: Robert Silverberg                                            | - Green Mars (A zöld Mars) írta: Kim Stanley Robinson - Green Days in Brunei írta: Bruce Sterling - The Only Neat Thing to Do írta: James Tiptree, Jr. - The Gorgon Field írta: Kate Wilhelm - 24 Views of Mt. Fuji, By Hokusai (A Fudzsi 24 látképe) írta: Roger Zelazny            |
| 1984 | Press Enter■ írta: John Varley                                                          | - Young Doctor Eszterhazy írta: Avram Davidson - Trinity írta: Nancy Kress - The Greening of Bed-Stuy írta: Frederik Pohl - A Traveler's Tale írta: Lucius Shepard - Marrow Death írta: Michael Swanwick                                                                             |
| 1983 | Hardfought írta: Greg Bear                                                              | - The Gospel According to Gamaliel Crucis írta: Michael Bishop - Her Habiline Husband írta: Michael Bishop - Eszterhazy and the Autogóndola-Invention írta: Avram Davidson - Transit írta: Vonda N. McIntyre - Homefaring írta: Robert Silverberg                                    |
| 1982 | Another Orphan írta: John Kessel                                                        | - Horrible Imaginings írta: Fritz Leiber - Moon of Ice írta: Brad Linaweaver - Unsound Variations írta: George R. R. Martin - Souls írta: Joanna Russ |
| 1981 | The Saturn Game írta: Poul Anderson                                                     | - Swarmer, Skimmer írta: Gregory Benford - Amnesia írta: Jack Dann - In the Western Tradition írta: Phyllis Eisenstein - True Names írta: Vernor Vinge - The Winter Beach írta: Kate Wilhelm                                                                                         |
| 1980 | Unicorn Tapestry írta: Suzy McKee Charnas                                               | - There Beneath the Silky-Trees and Whelmed in Deeper Gulphs Than Me írta: Avram Davidson - Lost Dorsai írta: Gordon R. Dickson - The Brave Little Toaster írta: Thomas M. Disch - Dangerous Games írta: Marta Randall - The Autopsy írta: Michael Shea                              |
| 1979 | Enemy Mine (Kedves ellenségem) írta: Barry B. Longyear                                  | - The Tale of Gorgik írta: Samuel R. Delany - Mars Masked írta: Frederik Pohl - The Battle of the Abaco Reefs írta: Hilbert Schenck - Fireship írta: Joan D. Vinge - The Story Writer írta: Richard Wilson                                                                           |
| 1978 | The Persistence of Vision írta: John Varley                                             | - Seven American Nights írta: Gene Wolfe |
| 1977 | Stardance (Csillagtánc) írta: Spider Robinson és Jeanne Robinson                        | - Aztecs írta: Vonda N. McIntyre |
| 1976 | Houston, Houston, Do You Read? írta: James Tiptree, Jr.                                 | - The Samurai and the Willows írta: Michael Bishop - Piper at the Gates of Dawn írta: Richard Cowper - The Eyeflash Miracles írta: Gene Wolfe |
| 1975 | Home Is the Hangman írta: Roger Zelazny                                                 | - Sunrise West írta: William K. Carlson - The Storms of Windhaven írta: Lisa Tuttle és George R. R. Martin - A Momentary Taste of Being írta: James Tiptree, Jr. |
| 1974 | Born with the Dead írta: Robert Silverberg                                              | - On the Street of the Serpents írta: Michael Bishop - Song for Lya írta: George R. R. Martin |
| 1973 | The Death of Doctor Island (Doktor Halál szigete) írta: Gene Wolfe                      | - Death and Designation Among the Asadi írta: Michael Bishop - The White Otters of Childhood írta: Michael Bishop - Junction írta: Jack Dann - Chains of the Sea írta: Gardner Dozois                                                                                                |
| 1972 | A Meeting with Medusa (Találkozás a medúzával) írta: Arthur C. Clarke                   | - Son of the Morning írta: Phyllis Gotlieb - The Word for World is Forest írta: Ursula K. Le Guin - With the Bentfin Boomer Boys on Little Old New Alabama írta: Richard A. Lupoff - The Gold at the Starbow's End írta: Frederik Pohl - The Fifth Head of Cerberus írta: Gene Wolfe |
| 1971 | The Missing Man írta: Katherine Maclean                                                 | - Being There írta: Jerzy Kosinski - The God House írta: Keith Roberts - The Infinity Box írta: Kate Wilhelm - The Plastic Abyss írta: Kate Wilhelm |
| 1970 | Ill Met in Lankhmar (Találkozás Lankhmarban) írta: Fritz Leiber                         | - The Fatal Fulfillment (A végzetes beteljesülés) írta: Poul Anderson - A Style in Treason írta: James Blish - The Region Between (A köztes régió) írta: Harlan Ellison - The Thing in the Stone írta: Clifford D. Simak - April Fool's Day Forever írta: Kate Wilhelm               |
| 1969 | A Boy and His Dog (A fiú és a kutya) írta: Harlan Ellison                               | - Probable Cause írta: Charles L. Harness - Ship of Shadows írta: Fritz Leiber - Dramatic Mission írta: Anne McCaffrey - To Jorslem (A Jorslembe vezető út) írta: Robert Silverberg                                                                                                  |
| 1968 | Dragonrider írta: Anne McCaffrey                                                        | - Lines of Power írta: Samuel R. Delany - The Day Before Forever írta: Keith Laumer - Hawk Among the Sparrows írta: Dean McLaughlin - Nightwings (Éjszárnyak) írta: Robert Silverberg                                                                                                |
| 1967 | Behold the Man (Íme, az ember) írta: Michael Moorcock                                   | - Riders of the Purple Wage írta: Philip José Farmer - Weyr Search írta: Anne McCaffrey - Hawksbill Station írta: Robert Silverberg - If All Men Were Brothers, Would You Let One Marry Your Sister? írta: Theodore Sturgeon                                                         |
| 1966 | The Last Castle (Az utolsó várkastély) írta: Jack Vance                                 | - Clash of Star-Kings írta: Avram Davidson - The Alchemist írta: Charles L. Harness |
| 1965 | (megosztva) - The Saliva Tree írta: Brian W. Aldiss - He Who Shapes írta: Roger Zelazny | - Rogue Dragon írta: Avram Davidson - The Ballad of Beta-2 írta: Samuel R. Delany - The Mercurymen írta: C. C. MacApp - Under Two Moons írta: Frederik Pohl - Research Alpha írta: A. E. van Vogt és James H. Schmitz - On the Storm Planet írta: Cordwainer Smith                   |

## Lásd még
- Nebula-díjas regények
- Hugo-díjas kisregények

## Fordítás
- Ez a szócikk részben vagy egészben  a   Nebula_Award_for_Best_Novella című angol Wikipédia-szócikk fordításán alapul.  Az eredeti cikk szerkesztőit annak laptörténete sorolja fel. Ez a jelzés csupán a megfogalmazás eredetét és a szerzői jogokat jelzi, nem szolgál a cikkben szereplő információk forrásmegjelöléseként.